# Akitsugu Amata
Akitsugu Amata (jap. 天田 昭次, Amata Akitsugu, eigentlich: Seiichi Amata (天田 誠一, Amata Seiichi); * 4. August 1927 in der Präfektur Niigata; † 26. Juni 2013) war ein japanischer Schwertschmied. Er wurde am 6. Juni 1997 als Lebender Nationalschatz für das wichtige immaterielle Kulturgut „Schwertschmiedekunst“ deklariert.
Sein Vater Sadayoshi starb 1938.
Amata erlernte das Handwerk vom Kurihara Akihide, und später vom Gründer der Miyairi Schule, dem 2. lebenden Nationalschatz, Miyairi Akihira.
Amata fertigte Schwerter in der Sōshū-Tradition der späten Kamakura-Zeit, wofür er 1977 mit dem Masamune-Preis (正宗賞), benannt nach dem Schwertschmied Masamune, ausgezeichnet wurde. 1990 wurde er Vorsitzender der „Alljapanischen Schwertschmiedevereinigung“ (全日本刀匠会, Zennihon Tōshōkai).
Amata starb im Juli 2013 im Alter von 85 Jahren an einer Lungenentzündung.